# كيندرا سكوت
كيندرا سكوت (بالإنجليزية: Kendra Scott)‏ هي مصممة أزياء وكبيرة الإداريين التنفيذيين أمريكية، ولدت في 27 مارس 1974 في كينوشا في الولايات المتحدة.